# Sälgsjön, Hofors kommun
Sälgsjön är en sjö i Hofors kommun i Gästrikland och ingår i Gavleåns huvudavrinningsområde. Sjön har en area på 2,16 kvadratkilometer och ligger 93 meter över havet. Sjön avvattnas av vattendraget Hyttbäcken.
Sälgsjön är belägen öster om Hofors strax söder om E16 och väster om riksväg 68.

## Delavrinningsområde
Sälgsjön ingår i delavrinningsområde (671709-153425) som SMHI kallar för Utloppet av Sälgsjön. Medelhöjden är 124 meter över havet och ytan är 14,51 kvadratkilometer. Räknas de 7 avrinningsområdena uppströms in blir den ackumulerade arean 39,83 kvadratkilometer. Hyttbäcken som avvattnar avrinningsområdet har biflödesordning 3, vilket innebär att vattnet flödar genom totalt 3 vattendrag innan det når havet efter 69 kilometer. Avrinningsområdet består mestadels av skog (69 procent). Avrinningsområdet har 2,14 kvadratkilometer vattenytor vilket ger det en sjöprocent på 14,7 procent.

## Angränsande byar
- Kalvsnäs
- Vallbyheden